# Voci lontane... sempre presenti
Voci lontane... sempre presenti (Distant Voices, Still Lives) è un film del 1988 diretto da Terence Davies.
Fu presentato alla Quinzaine des Réalisateurs del 41º Festival di Cannes.

## Trama
Nella Liverpool del dopoguerra, il film racconta la storia di una famiglia della classe operaia con un padre di famiglia violento e collerico che picchia la moglie, paziente eroina del quotidiano, e tiene in soggezione i suoi tre figli (due femmine in età da marito alle quali piace molto andare a ballare, un figlio maschio appassionato di boxe) con vessazioni di ogni tipo. La storia corre indietro con rapidi flashback volutamente irrispettosi dello schema cronologico, che risalgono anni della guerra. Alla fine del conflitto, una figlia si sposa, l'altra rimane a casa, il figlio parte per il servizio militare. Tutti i tre figli odiano il padre ma, quando questi si ammala e muore, tutti piangono disperati.

## Produzione
Basato sulla biografia del regista (ma nella sua vera famiglia i figli erano 10), il film fu girato con attori poco noti e con una cinepresa fissa, diviso in due parti ambientate negli anni '40 e '50; le riprese furono realmente effettuate in due periodi, la prima parte in 5 settimane fra Londra e Liverpool nell'autunno 1985, la seconda in 4 settimane, nel 1987.
Il regista rinunciò all'impego di effetti speciali ma si servì di una scenografia accurata nelle ricostruzioni d'epoca, con riprese all'interno di porte socchiuse, di corridoi e di scale per accentuare l'atmosfera claustrofobica, e di una fotografia dai colori sbiaditi per trasmettere il significato di un ricordo. Allo stesso modo, il film è infarcito di canzoni di ogni tipo, dal folk inglese al musical americano, in omaggio alla radio, mass medium di allora e unico momento di aggregazione collettiva.

## Riconoscimenti
- Pardo d'oro 1988 al Festival del cinema di Locarno
- Festival di Cannes 1988: Premio FIPRESCI
- European Film Awards 1988: miglior colonna sonora
- Seminci 1988: Espiga de oro per il miglior film